# 아사다 하루
아사다 하루(일본어: 淺田 春, 1882년 3월 25일 ~ 1902년 4월 27일)는 중화민국(中華民國) 초대 대통령을 지낸 쑨원(孫文)의 2번째 측실(側室)이었던 일본(日本) 여성이자 기독교인이었다.

## 생애
그녀는 일본 시즈오카현 슨토군 시미즈정에서 출생하였고 한때 일가족을 따라 1887년에서 1890년까지 중화민국 장쑤성 상하이에서 잠시 유년기를 보낸 적이 있는 그녀는 1890년 이후 일본 가나가와현 요코하마에서 성장하였다. 또한 일본(日本) 여성이었지만 3년간 일가족을 따라 중국 청나라에서 어린 시절을 보낸 탓에 중국어(中國語)에도 능통하였던 그녀는 1897년 15세의 어린 나이로 당시 요코하마에서 중국인 망명객의 신분으로 머물러 있었던 중국 청나라의 제정 타도 혁명운동가 쑨원(孫文)의 2번째 측실(側室)이 되었으나 5년 후 1902년 콜레라에 걸려 투병하다가 끝내 건강을 회복하지 못하고 일본 미야자키현 미야자키에서 향년 20세로 요절하였다.